# Loka jo piha: 140 let
Loka jo piha: 140 let (1876–2016) je album Mestnega pihalnega orkestra Škofja Loka, ki je izšel v samozaložbi na glasbeni CD plošči leta 2016.

## Naslov in vsebina
Album nosi naslov po mednarodnem festivalu orkestrov Loka jo piha, ki ga v Škofji Loki organizira Mestni pihalni orkester Škofja Loka od leta 2009.
Orkester ga je izdal ob 140-letnici ustanovitve.
Albumu je priložena dvojezična knjižica s predstavitvijo orkestra, dirigenta in skladb, besedilo je prispeval Franc Križnar.
Na naslovnici albuma je Mestni pihalni orkester Škofja Loka slikan v središču Škofje Loke skupaj z dirigentom Romanom Grabnerjem.

## Seznam posnetkov
| CD              | CD                                                          | CD               | CD                      | CD      |
| Št.             | Naslov                                                      | Glasba           | Priredba                | Dolžina |
| --------------- | ----------------------------------------------------------- | ---------------- | ----------------------- | ------- |
| 1.              | „Majska koračnica‟                                          | B. Roguljić      |                         | 2:25    |
| 2.              | „Swing starih tovarišev / Alte Kameraden Swing‟             | C. Teike         | T. R. Becker            | 4:55    |
| 3.              | „Dežela ptičev / Birdland‟                                  | J. E. Zawinul    | L. Norred               | 2:13    |
| 4.              | „50a koračnica / 50er Marsch‟                               | K. A. Rutschmann |                         | 3:42    |
| 5.              | „Naglica / The Hustle‟                                      | V. McCoy         | L. Bocci                | 3:28    |
| 6.              | „Ko je ur'ca polnoči‟                                       | L. Leško         |                         | 2:20    |
| 7.              | „Zadnja ježa Pony Expressa / Last Ride of the Pony Express‟ | D. Shaffer       |                         | 4:07    |
| 8.              | „Džingiskan / Dschinghis Khan (1162–1227)‟ (uvertura)       | K. Vlak          |                         | 6:09    |
| 9.              | „Vem, da me rada imaš‟                                      | R. Smolnikar     | A. Skaza                | 2:28    |
| 10.             | „Washingtonska pošta / Washington Post‟                     | J. P. Sousa      | P. J. Molenaar          | 2:37    |
| 11.             | „Winnetou & Old Shatterhand‟                                | M. Böttcher      | M. Schneider            | 2:58    |
| 12.             | „Sveta aleluja / The Saints' Hallelujah‟                    | G. F. Händel     | L. Henderson, J. Vinson | 3:00    |
| 13.             | „Magični mambo / Mambo Magic‟                               | J. L. Hosay      |                         | 4:12    |
| 14.             | „Pozdravljena Slovenija‟                                    | V. Štrucl        |                         | 2:18    |
| Skupna dolžina: | Skupna dolžina:                                             | Skupna dolžina:  | Skupna dolžina:         | 46:34   |

## Sodelujoči

### Mestni pihalni orkester Škofja Loka
- Roman Grabner – dirigent

### Produkcija
- Roman Grabner – producent
- Zoran Kobal – producent in snemalec
- Franc Križnar – besedilo
- Urša Novak – prevod
- Marko Jelenc – fotografije
- Uroš Veber – fotografije
- 242 Design – oblikovanje